# Le Roi Léo
Pour les différentes séries animées, voir Le Roi Léo (série télévisée d'animation).
Autre
Le Roi Léo (ジャングル大帝, Janguru taitei, littéralement « L'empereur de la jungle ») est un shōnen d'Osamu Tezuka prépublié entre novembre 1950 et avril 1954 dans le magazine Manga Shōnen puis publié par Gakudosha. La version française est éditée en trois tomes par Glénat Manga entre novembre 1996 et juin 1997, avant d'être réédité par Kazé puis par Delcourt/Tonkam.

## Synopsis
Afrique, milieu du XXe siècle. Les aventures animalières du lionceau Léo qui voit son père assassiné et qui doit apprendre à devenir adulte pour assurer la succession du trône en tant que Roi de la jungle...

## Personnages
- Léo (レオ, Reo?) : le héros de l'histoire.
- César (パンジャ, Panja?) : le père de Léo.
- Élise (エライザ, Eraiza?) : la mère de Léo.
- Leona (リョーナ, Ryōna?) : la plus vieille sœur de Léo. Dans le remake de 1989, elle est désignée comme sa tante.
- Lyre (ライヤ, Raiya?) : la compagne de Léo.
- Lune (ルネ, Rune?) : le fils de Léo et Lyre.
- Lukio (ルッキオ, Rukkio?) : la fille de Léo et Lyre.
- Tommy (トミー, Tomī?) : une gazelle de Grant.
- Coco (ココ, Koko?) : un perroquet vert servant de mentor à Léo. Il était un ami personnel du père de Leo.
- Mandy (マンディ, Mandi?) : un vieux mandrill servant de mentor à Léo. Il était un ami proche et le conseiller personnel de Pandja.
- Keruru (ケルル, Keruru?) : petit-fils de Marozi et frère cadet d'Amuji.
- Amuji (アムジ, Amuji?) : petit-fils de Marozi et frère aîné de Keruru.
- Pagura (パグラ, Pagura?) : éléphant qui reproche à Leo de se comporter comme un humain à vouloir civiliser la jungle.
- Bubu (ブブ, Bubu?) : lion noir solitaire, rival de Pandja. Depuis le court métrage Hon-o-Ji de 2000, il est officiellement l'oncle de Leo.
- Toto (トット, Totto?) : panthère noire, fidèle homme de main de Bubu.
- Dick (ディック, Dikku?) : hyène stupide, sous-fifre de Bubu.
- Bo (ボウ, Bō?) : hyène stupide, sous-fifre de Bubu.
- Mary (メリー, Merī?) : humaine, fille de Ham Egg et camarade de classe de Ken'ichi, qu'elle épousera.
- Dr Moustache (ヒゲオヤジ, Higeoyaji?) : humain, oncle de Ken'ichi.
- Ken'ichi (ケンイチ, Kenichi?) : humain, ami de Leo.
- Lamp (ランプ, Ranpu?) : humain, un informateur qui connait le passé de Ham Egg et le fera chanter.
- Rommel (ロンメル, Ronmeru?) : humain, descendant d'un général nazi. Chef de l'expédition qui enquêtera sur les moon stones.
- Ramune (ラムネ, Ramune?) :humain, coéquipier du Dr. Moustache.
- Bizo (ビゾー, Bizō?) : éléphanteau mal élevé, fils de Pagura.
- Plus (プラス, Purasu?) : humain, scientifique. Il fera partie de l'équipe qui participera à l'ascension du Mont Moon.
- Minus (マイナス, Mainasu?) : humain, scientifique. Fera lui aussi partie de l'équipe qui partira sur le Mont Moon.
- Ham Egg (ハム・エッグ, Hamu Eggu?) : ancien soldat SS, chasseur braconnier. Il tuera Pandja et capturera Eliza.
- Kutter (クッター, Kuttā?) : comparse de Ham Egg.
- Specklerex (マロジ, Maroji?) : vieux lion tacheté marozi. Refuse pendant un temps que Lyre fréquente Leo.
- Conga (コンガ, Konga?) : Mary se prendra un moment pour Conga, reine de la jungle, avant de recouvrer ses esprits.

## Manga
Initialement publié par Gakudosha, le manga est réédité par Hōbunsha, puis par Kōdansha en trois volumes reliés au format bunko dans la collection des Œuvres complètes de Tezuka entre juin 1977 et août 1977. La version française est éditée en trois tomes par Glénat Manga entre novembre 1996 et juin 1997 puis par Kazé entre juillet 2010 et avril 2011. Une réédition par Delcourt/Tonkam sortira en mai 2025.

### Liste des volumes
| no | Japonais        | Japonais          | Français        | Français      |
| no | Date de sortie  | ISBN              | Date de sortie  | ISBN          |
| -- | --------------- | ----------------- | --------------- | ------------- |
| 1  | 13 juin 1977    | 978-4-06-108601-2 | 6 novembre 1996 | 9782723422611 |
| 2  | 13 juillet 1977 | 978-4-06-108602-9 | 30 mars 1997    | 9782723423151 |
| 3  | 16 août 1977    | 978-4-06-108603-6 | 11 juin 1997    | 9782723423168 |

### Autres éditeurs
- Hazard
- Carlsen Comics : Kimba, der Weisse Löwe

## Adaptations

### Séries animées
- 1965 : L'empereur de la jungle (Jungle Taitei) (52 épisodes), première série télévisée animée japonaise en couleur.
- 1967 : Léo, le nouveau grand empereur de la Jungle (Shin Jungle Taitei Susume Leo) (26 épisodes)
- 1989 : Jungle Taitei (inédite en France)

### Cinéma
- 1966 : Jungle Emperor Leo, film japonais réalisé par Eiichi Yamamoto
- 1997 : Léo, roi de la jungle
- 2009 : Jungle Taitei - Yuuki ga Mirai wo Kaeru

### Jeux vidéo
Aucun jeu vidéo de la licence n'a abouti, malgré deux projets bien avancés sur NES et Nintendo 64.

## Les studios Disney etLe Roi Léo
Un débat s'engagea à propos du film américain Le Roi lion (1994) pour déterminer à quel point les studios Disney s'étaient inspirés du manga d'Osamu Tezuka, créé bien avant la sortie de ce film. Au Japon, le manga Le Roi Léo est publié de 1950 à 1954 puis adapté en série animée dès 1965, ce qui en fait la première série animée en couleurs du Japon. Une version doublée en anglais est conçue un an après. Le lionceau blanc a perdu son nom d'origine, Léo, pour être baptisé « Kimba » dans la version américaine. Cette série, Kimba the White Lion, rencontra un fort succès sur le sol américain.
En 1994, les studios Disney connaissent le plus grand succès de leur histoire avec Le Roi lion, dans lequel le lionceau porte le nom de Simba. Si le scénario de Disney ne fait pas figurer l'intervention de l'homme, on trouve des similitudes avec l'œuvre de Tezuka, tant sur certains point du scénario, des personnages, que du découpage de certaines scènes phares. Parmi les personnages créés par Tezuka, figurent, en plus du lionceau et de son père, roi des animaux au tragique destin : un vieux babouin, un lion malfaisant et jaloux portant une cicatrice et des hyènes. Notamment par des vidéos virales sur YouTube, on a rapproché la scène de la célébration de la naissance du lionceau a des plans du film Léo, roi de la Jungle, sortie en 1997, quelques années après Le Roi Lion, à la façon d'un story-board, laissant les gens supposer qu’il s’agit de plans fidèles au manga d’origine, ce qui est faux, il s’agit de plans originaux créés pour le film. On a aussi fait le rapprochement de deux scènes marquantes de la silhouette d'un lion apparaissant dans les nuages.
En août 1994, Machiko Satonaka adresse une lettre accompagnée d'une pétition signée par 488 Japonais, dont 82 artistes, à l'intention des studios Disney, afin qu'ils reconnaissent s'être inspirés de l'œuvre de Tezuka. Ces derniers nient tout plagiat de la série japonaise originale et déclarèrent même ne pas connaître le mangaka, ce qu'Helen McCarthy, journaliste américaine, dénonce avec ironie : « Si vous étiez constructeur automobile et qu'aucun des designers de votre société ne connaissaient Honda, ne seriez-vous pas inquiet ? ». Cette affaire a été évoquée dans les médias ainsi que dans des œuvres populaires, comme dans un épisode de la série animée Les Simpson de 1995 qui parodie Le Roi Lion dans une scène où le lion Mufasa dit à Lisa Simpson : « Tu dois venger ma mort, Kimba… euh, je veux dire Simba ! ».
Un autre fait évoqué avec cette controverse est que l'acteur Matthew Broderick a confié que, lorsqu’il a été embauché pour le rôle de la voix de Simba dans Le Roi Lion, il pensait à priori que le projet était lié à Kimba, the White Lion : « Je pensais qu’il s’agissait de Kimba, qui était un lion blanc dans un dessin animé qui était diffusé quand j’étais petit. Alors, je disais à tout le monde que j’allais doubler Kimba. »
La société de production gérant les droits des œuvres de Tezuka ne porta pas plainte devant les tribunaux internationaux, en proclamant d'abord que le mangaka, grand admirateur des œuvres de Walt Disney qui l'avaient inspiré à de nombreuses reprises, aurait été flatté que le studio américain s'inspire à son tour de l'une de ses œuvres. Mais après qu'il eut été évoqué que Disney aurait payé le studio Tezuka Productions pour éviter des poursuites, Yoshihiro Shimizu a fini par couper court aux rumeurs. Il a finalement expliqué que si sa société n'avait pas porté plainte, c'était car elle était trop petite pour se lancer dans une bataille juridique face à un géant tel que Disney. Malgré leurs déclarations officielles et leur volonté manifeste de ne pas prendre part à la polémique, les Japonais ont néanmoins lancé rapidement la production d'un nouveau film du Roi Leo, film qui semble copier délibérément certains éléments et plans du Roi Lion, totalement absents du manga original et des précédentes adaptations animées sorties jusque-là. Plus troublant encore, on apprend sur le site officiel japonais dédié à Osamu Tezuka que Bubu, le cruel lion noir rival de Pandja, a été retconné dans le court-métrage Hon-O-Ji réalisé en 2000 et présenté exclusivement au musée Tezuka Osamu World de Kyoto. Ainsi, Bubu est désormais officiellement présenté comme étant l'oncle de Leo, alors qu'auparavant il n'avait toujours été qu'un vieux lion solitaire, sans le moindre lien de parenté avec Pandja et Leo.
En mai 2020, le vidéaste Adum de la chaîne YouTube YourMovieSucks sort une vidéo après avoir vu et lu une bonne partie des mangas et adaptations de Léo. Dans cette vidéo, très bien documentée quoique fortement biaisée, il prétend et tente d'expliquer point par point que la controverse n'a pas lieu d'être, car l'histoire générale, l'expérience proposée et le ton n'ont rien à voir, que les ressemblances mises en avant seraient selon lui rares, superficielles et peuvent sans doute avoir une autre explication qu'un simple copier-coller de l'un sur l'autre. Il ajoute aussi qu'il est injuste de comparer plusieurs séries qui ont exploré beaucoup de situations scénaristiques avec un seul film. Adum reconnaît toutefois à deux reprises que si les accusations de plagiat sont abusives et totalement infondées, il est tout à fait possible et même vraisemblable que des artistes ayant travaillés sur le film aient pu être influencés par Le Roi Léo.

### Édition japonaise
Kōdansha (bunko)
1. 1 2  (ja) « Tome 1 »(Archive.org • Wikiwix • Archive.is • Google • Que faire ?).
2. 1 2  (ja) « Tome 2 »(Archive.org • Wikiwix • Archive.is • Google • Que faire ?).
3. 1 2  (ja) « Tome 3 »(Archive.org • Wikiwix • Archive.is • Google • Que faire ?).

### Édition française
Glénat Manga
1. 1 2  (fr) « Tome 1 », sur manga-sanctuary.com.
2. 1 2  (fr) « Tome 2 », sur manga-sanctuary.com.
3. 1 2  (fr) « Tome 3 », sur manga-sanctuary.com.